# Тависток
Тависток (на английски: Tavistock) е град в югозападната част на област Девън, Югозападна Англия. Той е административен и стопански център на община Западен Девън. Населението на града към 2001 година е 11 018 жители.
Селището е родното място на големия мореплавател Франсис Дрейк, роден тук през 1540 година.

## География
Тависток е разположен на около 54 километра югозападно от главния град на областта – Ексетър и на около 310 километра югозападно от Лондон.
На 20 километра в южна посока се намира най-големия град в графството – Плимут и бреговата линия към „английския канал“ известен и с името Ла Манш.